# Siemens EuroSprinter ES-64
Фамилията „EuroSprinter“ е модулна концепция за строеж на електрически локомотиви на „Siemens“ за европейския пазар. Заводското означение в „Siemens“ е ES 64 (ES от EuroSprinter и 64 – мощността 6400 kW).
Разработени са няколко варианта, които се добавят в името като допълнителна буква (U – универсален, P – прототип и F – товарен) и броя на поддържаните електроенергийни системи (2 – два типа, 4 – четирите системи, които се използват в Европа).
Първият прототип ES 64P е построен през 1992 г., като се очаква „Deutsche Bahn“ AG да поръча голям брой локомотиви като заместител на остаряващия вече „Einheits-Elektrolokomotiven“. Външният вид е подобен на по-ранния модел на Siemens / Krauss-Maffei, произведен през 1991 г. и използващ два вида напрежение серия RENFE 252. На него е инсталирана и трифазна асинхронна задвижваща технология, въведена вече в серия DB 120. Това е първият трифазен локомотив на „Siemens“. На 6 август 1993 г. поставя световен рекорд за скорост (310 км/ч) за трифазен локомотив на линията Хановер – Вюрцбург. Прототипът е бил използван за тестове в няколко страни от Европа (Норвегия, Испания, Португалия, Германия). Прототипът получава серия и номер DB 127 001 и все още е в експлоатация.

## Стандартни типове

### ES 64 F
ES 64 F е локомотив с мощност от 6400 кW и максимална скорост от 140 km/h за тежък товарен и пътнически трафик. Използват се както от „Deutsche Bahn“, така и от частния железопътен транспорт „ITL“, притежаващ два от тях. Използват се основно за товарни влакове.

### ES 64 F4
ES 64 F4 е локомотив с мощност от 6400 кW и максимална скорост от 140 km/h. Този тип се използва основно за товарни влакове, но и за нощните пътнически влакове на „CityNightLine“.
ES 64 F4 е с възможност за работа за четирите напрежения, най-често срещани в Европа: 15 kV и 25 kV променлив ток и постоянен ток 3 kV и 1,5 kV.
Те се използват от „Deutsche Bahn“ AG като (серия 189) и от швейцарските железници (SBB) – серия Re 474. Освен това шведската фирма „Hector Rail“ има два локомотива от тип 441.

### ES 64 U2
Типът ES 64 U2 първоначално е разработен за австрийските железници ÖBB като универсален локомотив. С мощността си от 6400 kW и максимална скорост от 230 km/h, локомотивът успешно обслужва както товарни, така и пътнически влакове. Сериите ÖBB 1016 (15 kV) и 1116 (15 kV и 25 kV) са наречени „Taurus“. По-късно и други железопътни компании са доставяли локомотиви от този тип – „Deutsche Bahn“ AG (25 броя, серия 182) и MÁV – серия 1047.

### ES 64 U4
ES 64 U4 е възникнал като по-нататъшно развитие както на ES 64 F4, така и на ES 64 U2. Това е универсален локомотив, подходящ различни системи на електрозахранване. 50 броя са доставени на ÖBB като серия 1216, известен също като Taurus III. Няколко други железопътни компании също използват тези машини.
На 2 септември 2006 г. е поставен световен рекорд за скорост от локомотив на ÖBB 1216 050 (ES 64 U4) – 357,0 km/h на високоскоростната линия Нюрнберг – Инголщат.

### Локомотиви, строени на базата на ES 64

#### DSB EG
След построяването на моста над датските протоци (Great Belt Fixed Link) датските железници DSB поръчват 13 единици клас EG, доставени в периода 1999 – 2000 г. За осигуряване на максимално теглително усилие колоосната формула е променена на Co'Co'. Теглителната сила на тази версия е 400 kN вместо обичайните 300 kN, а дължината на локомотива е 20,95 m. Този вариант е най-близък при проектирането до второто поколение ES 64 F2, с възможност за работа с 15 kV и 25 kV AC.

## Сравнителна таблица
|                               | ES 64 P   | ES 64 U2          | ES 64 U4                    | ES 64 F   | ES 64 F4                                  | DSB EG            |
| ----------------------------- | --------- | ----------------- | --------------------------- | --------- | ----------------------------------------- | ----------------- |
| В експлоатация от             | 1992      | 2000              | 2005                        | 1996      | 2003                                      | 1999              |
| колоосна формула              | Bo’-Bo’   | Bo’-Bo’           | Bo’-Bo’                     | Bo’-Bo’   | Bo’-Bo’                                   | Co’-Co’           |
| система на захранване (kV/Hz) | 15 / 16,7 | 15 / 16,7 25 / 50 | 15 / 16,7 25 / 50 3 = 1,5 = | 15 / 16,7 | 15 / 16,7 25 / 50 3 = 1,5 =               | 15 / 16,7 25 / 50 |
| Мощност, kW                   | 6400      | 6000              | 6400                        | 6400      | 6400 (25/15 kV) 6000 (3 kV) 4200 (1,5 kV) | 6500              |
| Часова мощност, kW            |           | 7000              | 6400                        |           |                                           |                   |
| Теглителна сила, kN           | 300       | 300               | 304                         | 300       | 300                                       | 400               |
| Максимална скорост, km/h      | 230       | 230               | 230                         | 140       | 140                                       | 140               |
| Маса, t                       | 86        | 86                | 86                          | 86        | 86                                        | 129               |
| натоварване на ос, t          | 21,5      | 21,25             | 21,8                        | 21,7      | 21,75                                     | 22                |
| DB серия (брой)               | 127 (1)   | 182 (25)          | –                           | 152 (170) | 189 (90)                                  | –                 |
| ÖBB серия (брой)              | –         | 1016/1116 (332)   | 1216 (50)                   | –         | 1890 (?)                                  | –                 |
| ITL (брой)                    | –         | –                 | –                           | 152 (2)   | 189 (2)                                   | –                 |
| SBB серия                     | –         | –                 | –                           | –         | Re 474 (12)                               | –                 |
| MÁV серия                     | –         | 470 (10)          | –                           | –         | –                                         | –                 |
| GySEV серия                   | –         | 1047 (5)          | –                           | –         | –                                         | –                 |
| SŽ серия                      | –         | –                 | 541 (32)                    | –         | –                                         | –                 |
| „Mitsui Rail Capital Europe“  | (1)       | (60)              | –                           | -         | (ок. 105)                                 | –                 |
| Общо                          | 1         | ок. 432           | ок. 93                      | 172       | ок. 230                                   | 13                |

#### Белгия – серия HLE 18 и HLE 19
Доставени са на два пъти по 60 броя през 2006 и 2008 г. Предназначени са за обслужване на пътнически влакове. Разпределени са в две серии: 96 броя HLE 18 и 24 броя HLE 19. Разликата между тях е в системата на закачване на вагоните (серия 18 е със стандартен винтов спряг, а серия 19 е с автосцепка). Производственото им означение в „Siemens“ е ES 60 U3. Възможността им за работа е при три напрежения: 1500 V DC, 3000 V DC, 25 kV 50 Hz AC. Мощността им е 6000 kW (25 kV), 5000 kW (3000 V) и 2400 kW (1500 V).

#### Гърция – серия ОSE 120
Това са първите електрически локомотиви в експлоатация в Гърция. От 1996 до 2001 г. са доставени 30 броя. Този вариант е най-близък при проектирането до прототипа ES 64 Р, като са променени мощността (5000 kW или 6700 к.с.) и електрическата система (25 kV AC).

#### Китай
Закупени са 20 локомотива въз основа на споразумение за трансфер на технологии между „Siemens“ и Китай. Основана е съвместна компания с „Zhuzhou Electric Locomotive Works“ (ZELW) за производството им през 1997 г. Първите три локомотива са построени от „Siemens“ в Австрия, а останалите 17 са построени в Китай. Производството на локомотива приключва през 2004 г. Особеното е, че локомотивите са съчленени (по 2) за постигане на по-голяма мощност. Означени са със серия DJ1.
На базата DJ1 е разработен по-мощният DJ4 или HXD1B. На 18 август 2007 г. „Siemens“ и ZELW подписват договор с Министерството на железниците на Китай за строителство на 500 локомотива на базата на EuroSprinter. Тези локомотиви са сред най-мощните в света със своите 9,6 MW (12 900 к.с.).

#### Корея
От 2000 г. националните корейски железници „Korail“ поръчва 85 броя локомотиви на базата на ES 64 F. Два от тях са изцяло като ES 64 F (серия 8100) и 83 са с мощност 5200 kW и максимална скорост 150 км/ч (серия 8200).

#### Siemens ACS-64
Електрически локомотив, проектиран от „Siemens Mobility“ за използване в Североизточния коридор (НЕК) и коридора Keystone в североизточната част на САЩ. Дизайнът се основава на локомотивите „Siemens“, създадени за използване в Европа и Азия, но с промени в съответствие с американските стандарти. ACS-64 се строи в завода на „Siemens“ във Флорин, Калифорния. Мощността на локомотива е 6,4 kW (8600 к.с.), а максималната скорост – 217 км/ч.
Първите 70 локомотива са построени за Амтрак, за да заменят остарелите AEM-7 и ненадеждните локомотиви HHP-8. Първият ACS-64 влиза в експлоатация през февруари 2014 г., а доставките продължават до август 2016 г.
Регионалната железопътна компания „SEPTA“ в Югоизточна Пенсилвания е поръчала 15 локомотива ACS-64, които се очаква да влязат в експлоатация през 2018 г. по железопътните линии на оператора.

## По-нататъшно развитие
През 2007 г. локомотивите Eurosprinter (електрически) и Eurorunner (дизелови) са заменени от платформата Siemens ES 2007. Тя от своя страна е заменена от платформата Siemens Vectron. Най-важните промени са новата форма на челото на локомотива, която отговаря на по-строгите европейски стандарти за сблъсък и използването на по-съвременна технология на електрическите системи. Производството на Eurosprinter не е прекратено веднага и продължава да се предлага в следващите няколко години.

## Галерия
- Прототипът ES 64 P
- DB серия 152 (ES 64 F)
- DB серия 189 (ES 64 F4)
- Серия 1116 (Таурус) на ÖBB (ES 64 U2)
- Поглед в кабината на ES 64 U2 на ÖBB
- Миг от поставянето на рекорда от локомотив 1216 050 на ÖBB
- Рекордьорът от серия 1216 (Таурус 3) на ÖBB (ES 64 U4)
- Серия HLE 18 на SNCB
- Серия EG на DSB
- Серия DJ1 на китайските железници
- Серия HXD1 (DJ4) на китайските железници
- Серия 120 на OSE
- Amtrak ACS-64
- Korail серия 8200